# 대한민국 제4대 대통령 선거 자유당 후보 선출
대한민국 제4대 대통령 선거 자유당 후보 선출은 3·15 부정 선거를 위해 집권 여당 자유당의 정·부통령 후보를 결정한 절차를 말한다.

## 전당대회
자유당은 1959년 6월 29일, 1,101명의 대의원 중 1,008명이 모인 가운데 제9차 전당대회를 열고 제4대 대통령 후보에 이승만 대통령을 기립 추대 방식으로 지명했다. 전당대회에서는 또한 8년 전 선거 때 당에서 지명한 부통령 후보가 대통령 후보의 지지를 얻지 못해 파열음이 난 전례를 고려한 것인지 부통령 후보 지명은 대통령 후보에게 위임하기로 결정했다. 경무대에 있던 이승만 대통령은 전당대회 측에 부통령으로 이기붕 민의원 의장을 지명할 것을 알려왔으며, 이는 역시 대의원들의 만장일치 기립 박수로 승인되었다.

## 같이 보기
- 3.15 부정선거